# Amblyomma ovale
Amblyomma ovale es una especie de garrapata dura del género Amblyomma, subfamilia Amblyomminae. Fue descrita científicamente por Koch en 1844.
Se encuentra ampliamente en el hemisferio occidental. Habita en Guyana, Argentina, Belice, Bolivia, Brasil, Colombia, Costa Rica, Ecuador, Guayana Francesa, Guatemala, México, Nicaragua, Panamá, Paraguay, Perú, Surinam, Trinidad y Tobago y Venezuela.

## Vector de enfermedades
Es un potencial vector de agentes patógenos para animales y humanos. En la fase adulta parasita en carnívoros (domésticos y silvestres) y las larvas y ninfas lo hacen en roedores y aves. También se sabe que parasita en humanos (especialmente cuando se adentra a zonas y áreas boscosas), en casos registrados en Costa Rica y Panamá y varios países de América del Sur. En Brasil se ha reportado la transmisión de la bacteria Rickettsia parkeri.
En varios estudios se ha demostrado que Amblyomma ovale infesta perros, especialmente en zonas rurales (zonas y áreas de bosques y selvas). En Argentina, es una especie abundante que se alimenta de caninos; en México, también es abundante, con una prevalencia de un 9% de una población de 300 ejemplares. En la mayoría de países de América del Sur se ha revelado que es el principal vector de enfermedades como la fiebre maculosa que es ocasionada por Rickettsia parkeri, además se sabe que es portadora y transmisora de las bacterias Rickettsia bellii y Rickettsia amblyommatis. En Panamá, se ha reportado un caso de parálisis en una persona. Asimismo, se cree que Amblyomma ovale es portador del parásito Hepatozoon canis.
Es un agente de transmisión transestadial y transovárica (transmisión de la garrapata adulta a sus huevos).